# Lukáš Štetina
Lukáš Štetina (* 28. července 1991 Nitra) je slovenský profesionální fotbalista, který hraje na pozici středního obránce za slovenský klub FC Spartak Trnava. Mezi lety 2013 a 2020 odehrál také 4 utkání v dresu slovenské reprezentace, ve kterých vstřelil 1 branku.
Mimo Slovensko působil na Ukrajině a v Česku. Mezi jeho přednosti patří mj. tvrdá střela, dokáže vystřelit míč rychlostí až 134 km/h. V mládí mezi jeho fotbalové vzory patřil Brazilec Roberto Carlos, který také proslul prudkými střelami z dálky.

## Klubová kariéra
Lukáš Štetina od malička vyrůstal v Nitře, jeho prvním klubem byl FC Nitra, kde působil až do roku 2011. Pak odešel za zahraničním angažmá do ukrajinského klubu FK Metalist Charkov, kde se ale neprosadil. Jarní část sezony 2011/12 strávil na hostování v 1. FC Tatran Prešov. V sezoně 2012/13 zamířil rovněž na hostování, pro tentokráte do FK Dukla Praha. V červenci 2013 do Dukly přestoupil a podepsal kontrakt na 3 roky. V červenci 2017 přestoupil do Sparty Praha.

## Reprezentační kariéra

### Mládežnické reprezentace
Štetina působil v mládežnických reprezentacích Slovenska včetně týmu do 21 let. Zúčastnil se kvalifikace na Mistrovství Evropy hráčů do 21 let 2013 konaného v Izraeli, kde Slovensko obsadilo s 15 body druhé místo v konečné tabulce skupiny 9 za první Francií (21 bodů). Skóroval 3. června 2011 proti Lotyšsku (výhra 2:0) a 10. září 2012 proti Kazachstánu (výhra 6:0) Slovensko se na závěrečný šampionát neprobojovalo přes baráž, v níž vypadlo po prohrách 0:2 doma i venku s Nizozemskem.

### A-mužstvo
19. listopadu 2013 debutoval v A-mužstvu Slovenska pod trenérem Jánem Kozákem v přátelském utkání proti Gibraltaru, které mělo dějiště v portugalském Algarve ve městě Faro a bylo vůbec prvním oficiálním zápasem Gibraltaru po jeho přijetí za 54. člena UEFA v květnu 2013. V zápase se zrodila překvapivá remíza 0:0, za slovenský výběr nastoupili hráči z širšího reprezentačního výběru a také několik dalších debutantů.
Koncem srpna 2016 jej trenér Ján Kozák opět nominoval do A-mužstva slovenské reprezentace pro kvalifikační zápas s Anglií hraný 4. září (porážka 0:1 v Trnavě, Štetina do utkání nezasáhl).